# Меховицы
Меховицы — село в Савинском районе Ивановской области России, входит в состав Вознесенского сельского поселения.

## География
Село расположено на берегу реки Уводи в 11 км на юго-восток от центра поселения села Вознесенье и в 15 км на юго-запад от райцентра посёлка Савино.

## История
В XVII столетии село принадлежало фамилии князей Гондуровых. В конце XVIII столетия надворный советник граф Василий Николаевич Зубов получил Меховицы в приданое за Татьяну Степановну Трегубову.
Церковь в честь Преображения Господня в селе впервые упоминается в окладных книгах патриаршего казённого приказа 1628 года. В 1790 году вместо деревянной церкви на средства прихожан была построена каменная холодная церковь с колокольней. Престол в ней был один — в честь Преображения Господня. В 1810 году помещик Николай Васильевич 2-й Зубов — генерал-майор, бывший адъютант генерал-фельдмаршала графа Ивана Салтыкова — на свои средства построил отдельную каменную тёплую церковь с престолом во имя Святителя и Чудотворца Николая (Николай Зубов скончался в Меховицах 8 ноября 1812 года). Приход состоял из села и деревень: Маткино, Нивы, Манцуриха, Просяново, Полом, Карпово, Балбора. В селе существовала церковно-приходская школа, помещавшаяся в деревянном доме на каменном фундаменте, построенном в 1886 году.
В конце XIX — начале XX века село входило в состав Егорьевской волости Ковровского уезда Владимирской губернии. В 1859 году в селе числилось 39 дворов, в 1905 году — 55 дворов.
С 1929 года село входило в состав Польковского сельсовета Ковровского района Ивановской области, с 1935 года — в составе Савинского района, с 2005 года — в составе Вознесенского сельского поселения.
Родина поэта и писателя Семеновского  Дмитрия Николаевича (1894-1960).
С 1975 по 2006 год в селе жил художник Леонов Павел Петрович (1920-2011).

## Население
| 1859 | 1905 |
| ---- | ---- |
| 296  | 307  |

| 1859 | 1905 | 2010 |
| ---- | ---- | ---- |
| 296  | ↗307 | ↘50  |

## Достопримечательности
В селе находятся полуразрушенные церкви Спаса Преображения (1790) и Николая Чудотворца (1810)